# Xysticus lassanus
Xysticus lassanus là một loài nhện trong họ Thomisidae.
Loài này thuộc chi Xysticus. Xysticus lassanus được Ralph Vary Chamberlin miêu tả năm 1925.